# 사랑하는 아들아
《사랑하는 아들아》는 2004년 12월 17일에 MBC에서 방영한 베스트극장이다.

## 줄거리
오랫동안 급성골수구 백혈병을 앓아온 상우는 부모님 앞에서 늘 밝은 모습을 보이려고 애쓰는 착한 아이다. 하지만 상우의 부모 명찬과 현경은 치료 중 우연히 상우가 친자식이 아니라는 사실을 알게 된다. 유일한 치료방법이 상우의 친부모에게서 골수를 이식받는 방법밖에 없다는 이야기를 들은 두 사람은 생모와 생부를 찾아 병원에서 실수로 아이들이 바뀌었다는 소식을 전한다. 명찬과 현기의 대화를 우연히 듣게 된 상우는 친부모가 살고 있는 허름한 식당을 찾아간다.

## 등장 인물

### 주요 인물
- 이효정 : 이명찬 역
- 김예령 : 현경 역
- 김일우 : 박명수 역
- 박순천 : 홍윤숙 역

### 그 외 인물
- 김소원
- 순동운
- 이옥정
- 신태훈 : 이상우 역
- 김진호 : 박영식 역